# Melaka (település)
Melaka (régi magyar szövegekben Malakka) város Malajziában, az azonos nevű állam, Melaka székhelye, a Maláj-félsziget nyugati partján. Kuala Lumpurtól kb. 130 km-re délre, Szingapúrtól 200 km-re északnyugatra fekszik. A város közelében fut az észak-déli irányú E2-es autópálya, nemzetközi repülőtere 10 km-re van a városközponttól. Kikötője - miután eliszaposodott - csak a kisebb hajókat szolgálja ki. Óvárosa az UNESCO világörökségének része.
A város lakossága mintegy 200 000 fő, az agglomerációs térségé 500 000
Az 1396-ban alapított Melaka a Távol-Kelet egyik fontos kereskedőközpontja volt. Először a portugálok, majd a hollandok, végül 1824-ben a britek gyarmatosították. Amikor a kereskedelem súlypontja a délebbre fekvő Szingapúrba helyeződött át, a város elvesztette kiemelt jelentőségét.

## Éghajlat
Éghajlata egyenlítői, az évi hőingadozás 1-2 fok, a napi hőingadozás a nappalok és éjszakák között 7-8 fok. Egész évben lehet eső, az évi csapadékösszeg kb. 1950–2000 mm.
| Hónap                                                    | Jan. | Feb. | Már. | Ápr. | Máj. | Jún. | Júl. | Aug. | Szep. | Okt. | Nov. | Dec. | Év   |
| -------------------------------------------------------- | ---- | ---- | ---- | ---- | ---- | ---- | ---- | ---- | ----- | ---- | ---- | ---- | ---- |
| Átlagos max. hőmérséklet (°C)                            | 31,4 | 32,6 | 32,6 | 32,4 | 31,8 | 31,4 | 31,0 | 31,0 | 31,0  | 31,3 | 31,0 | 31,0 | 31,5 |
| Átlagos min. hőmérséklet (°C)                            | 22,5 | 23,0 | 23,0 | 23,4 | 23,4 | 23,0 | 22,7 | 22,7 | 22,7  | 23,0 | 23,0 | 22,6 | 22,9 |
| Átl. csapadékmennyiség (mm)                              | 73   | 91   | 144  | 198  | 172  | 166  | 164  | 164  | 210   | 213  | 231  | 124  | 1950 |
| Forrás: National Oceanic and Atmospheric Administration. |      |      |      |      |      |      |      |      |       |      |      |      |      |

## Galéria

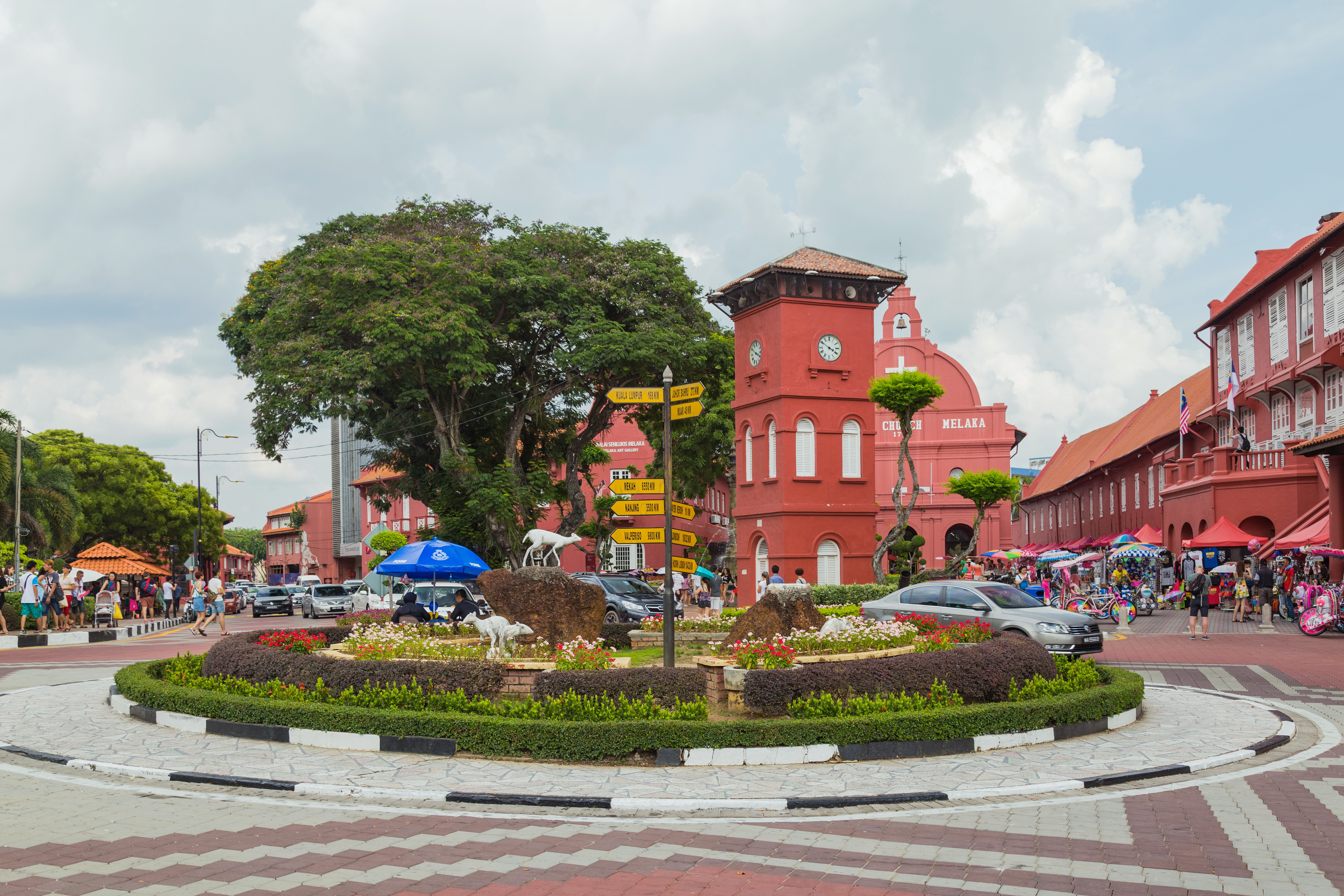
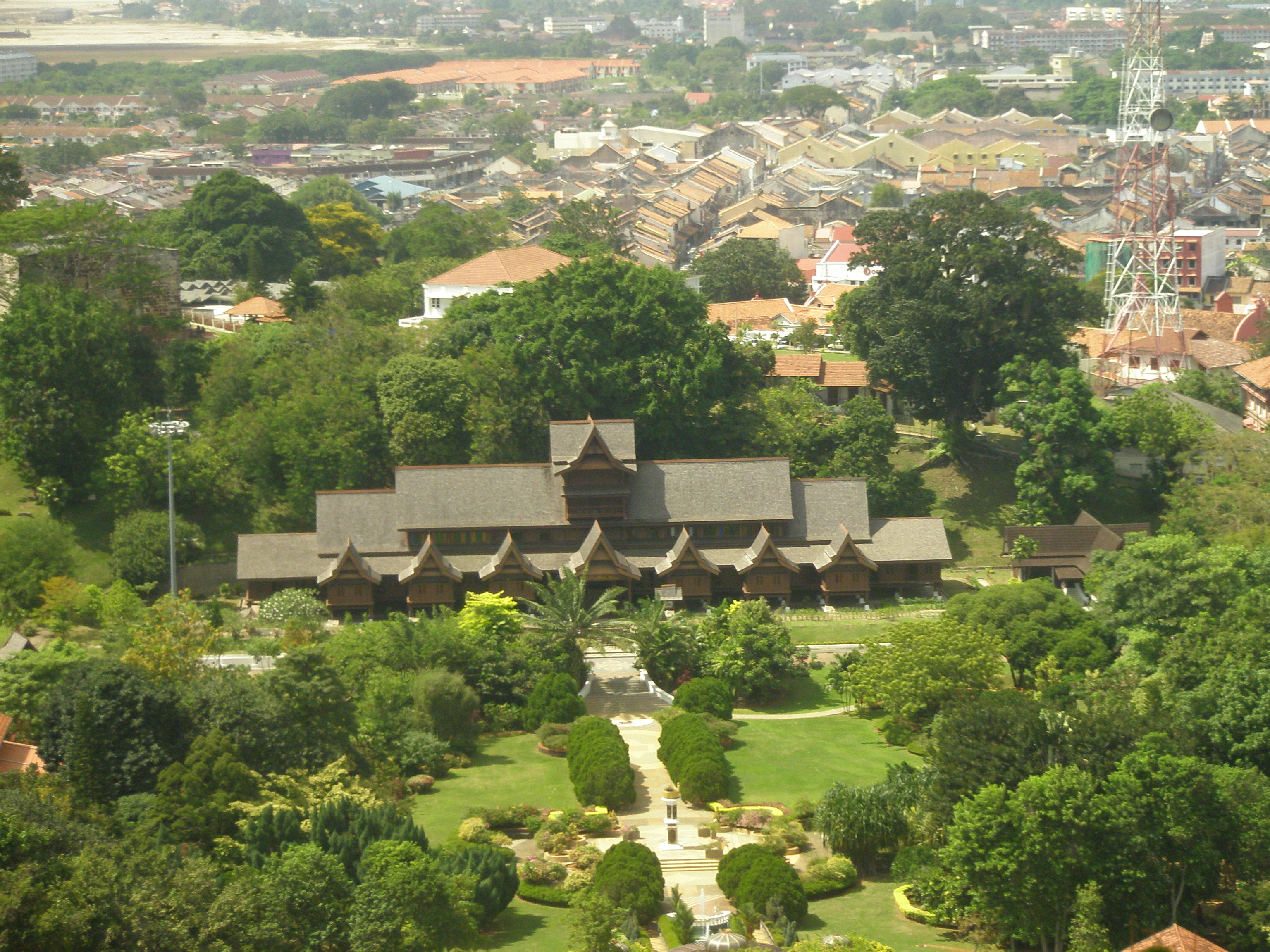
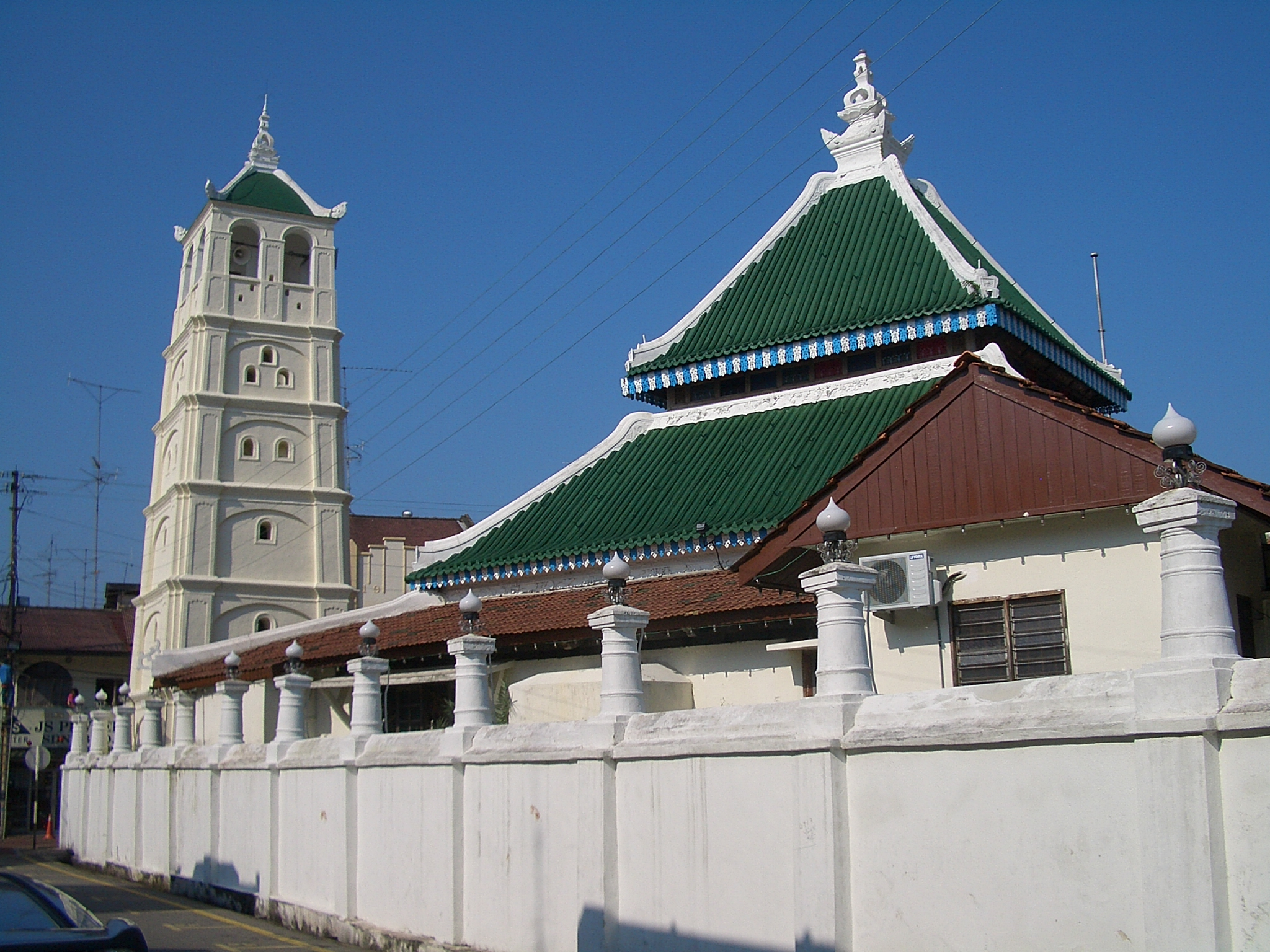
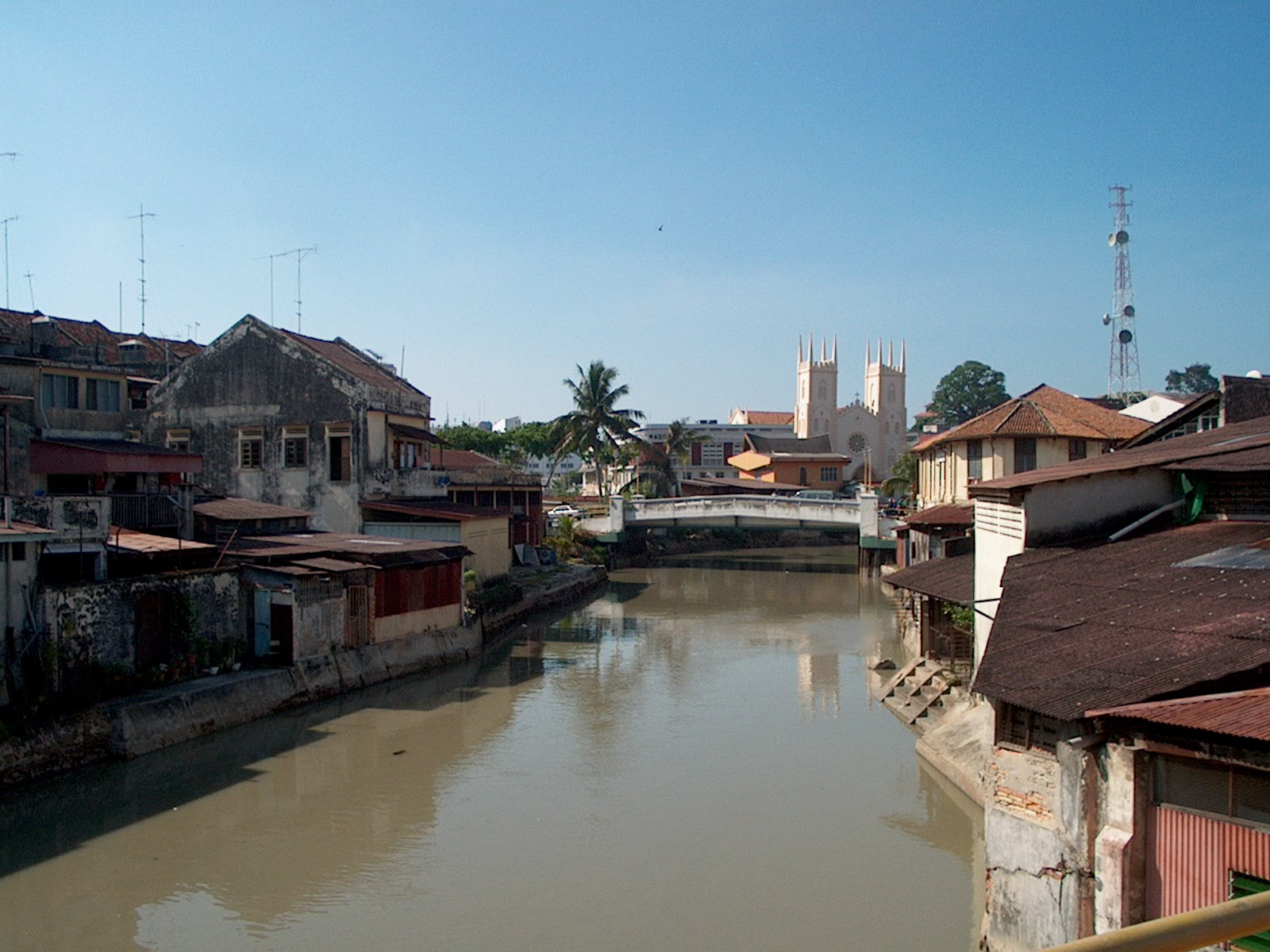
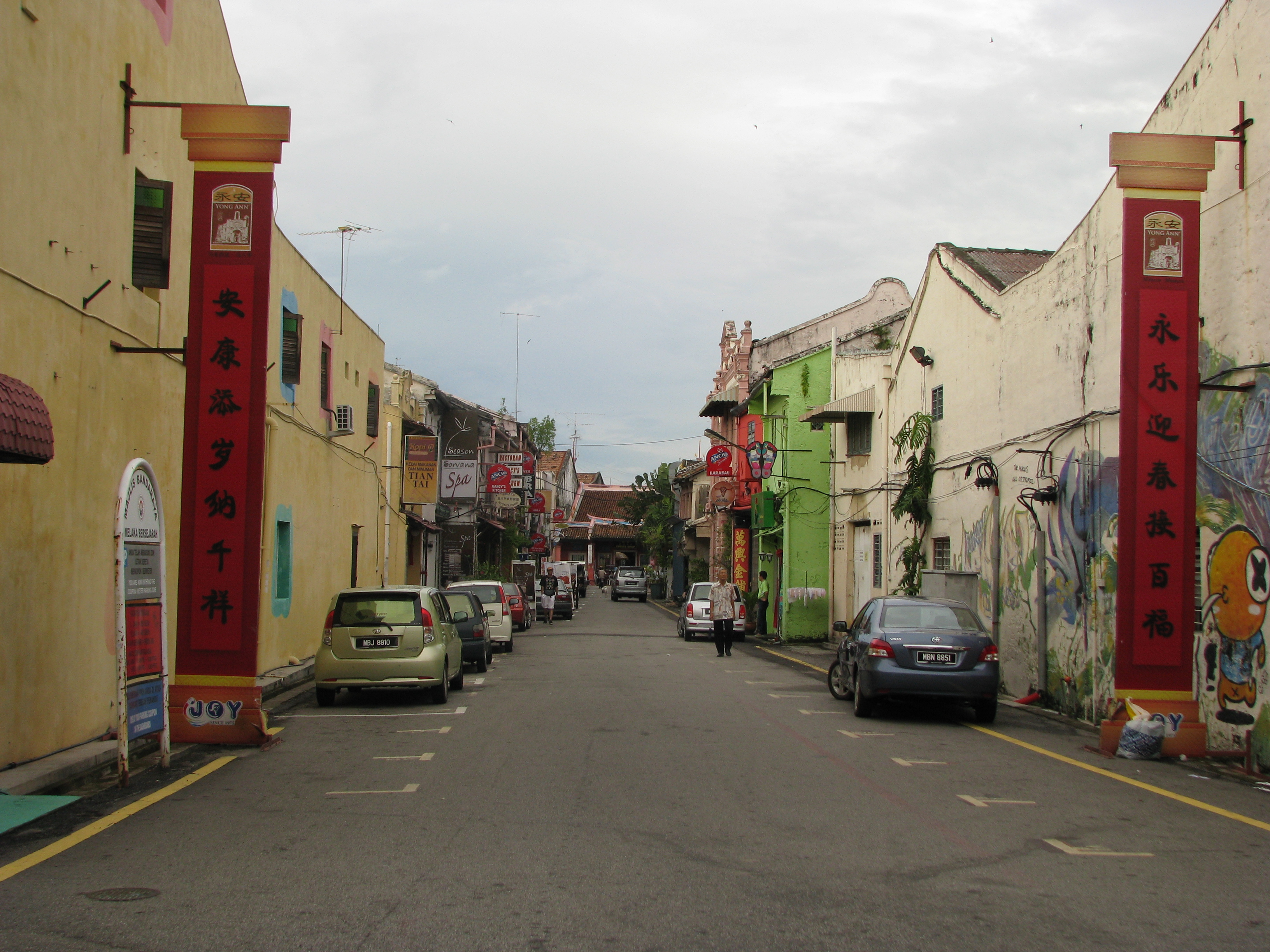
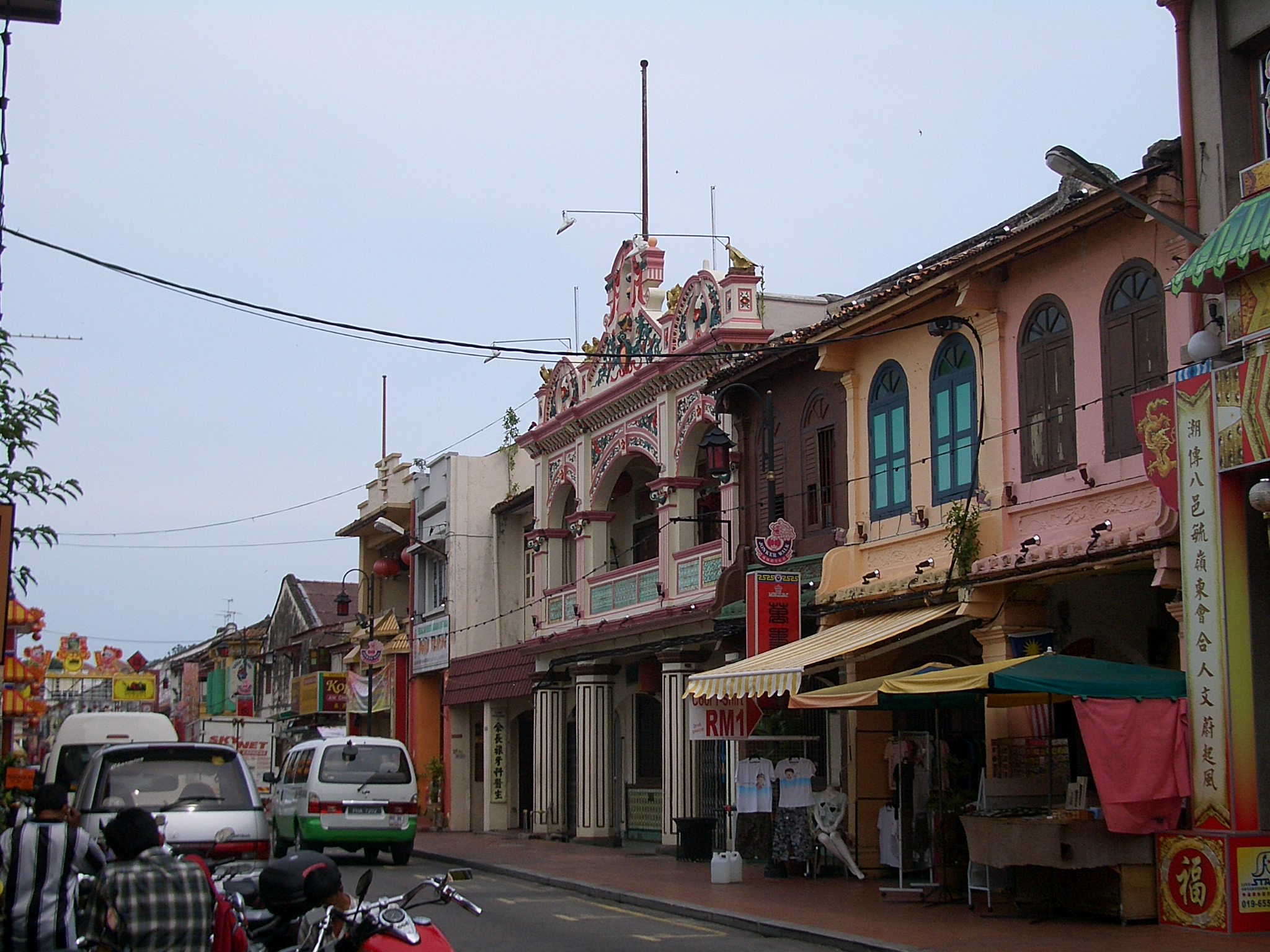
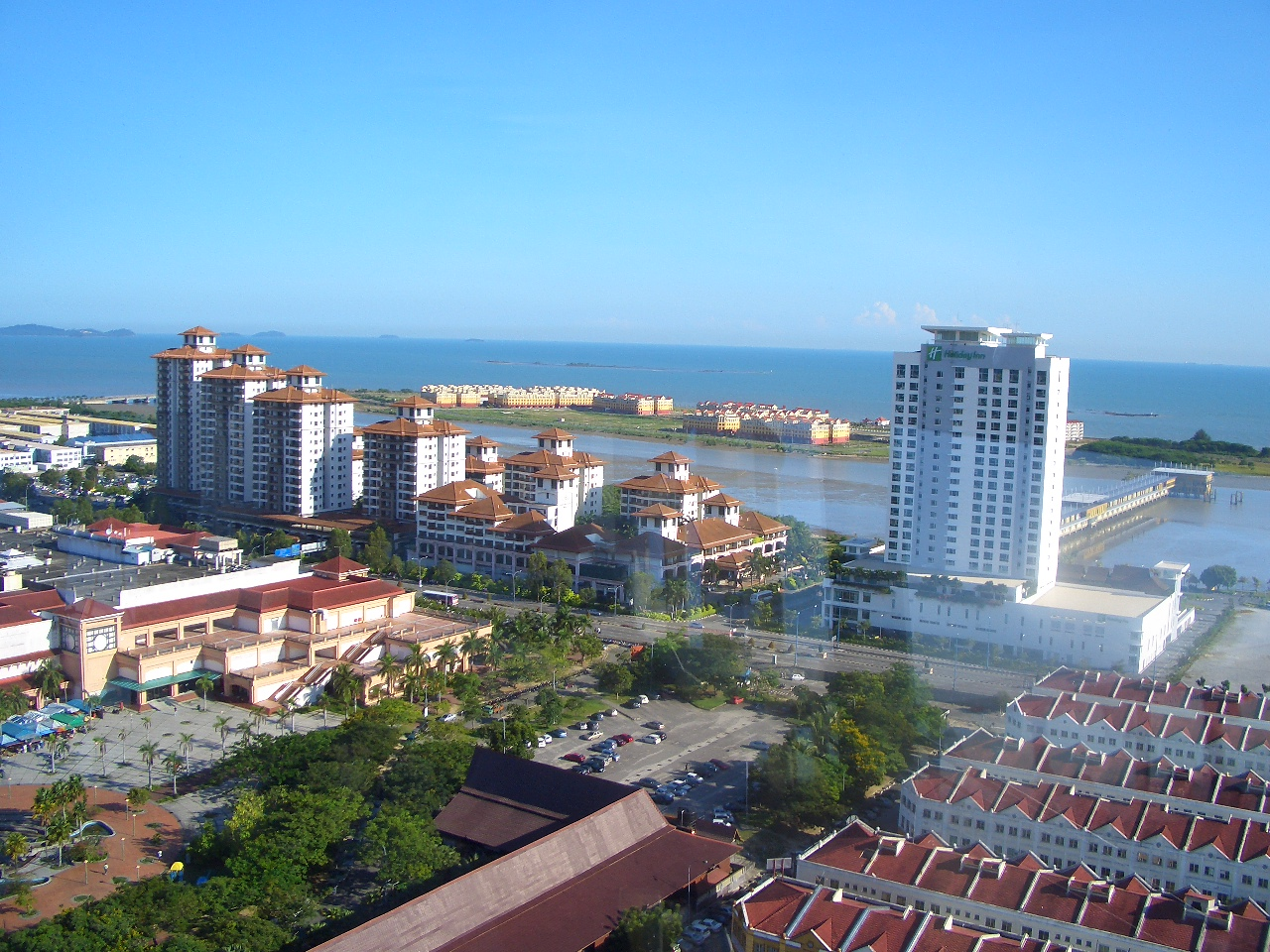